# Xvidcap
Xvidcap (abréviation de X video capture) est un logiciel libre permettant de capturer la sortie vidéo de l’écran du système de fenêtrage X et ainsi de réaliser un screencast.
Le logiciel fonctionne grâce au codec FFmpeg.